# Liste des Juifs palestiniens du SOE
 (mars 2025).
Pendant la Seconde Guerre mondiale, le service secret britannique Special Operations Executive (SOE) entraîna les membres d'une unité parachutiste composée de Juifs de Palestine (maintenant Israël) destinés à être envoyés ou infiltrés en Europe en vue d’aider à sauver les Juifs sur le point d’être déportés au camp d’extermination d’Auschwitz.
Sur environ 250 volontaires, environ 110 furent sélectionnés pour l'entraînement SOE, dont 37 furent réellement parachutés en Europe : trois en Hongrie, cinq en Slovaquie, six en Italie du Nord, dix en Yougoslavie, neuf en Roumanie, deux en Bulgarie, un en France et un en Autriche ; sur les 37 parachutés, 12 furent capturés et sept furent exécutés (leurs restes ont été enterrés au Cimetière national militaire du Mont Herzl à Jérusalem). La liste suivante (liste partielle à compléter) donne les noms des personnes concernées :
- Zvi Ben-Yaakov, capturé et exécuté en Slovaquie ;
- Abba Berdichev (ou Berdiczew), capturé en Slovaquie, déporté à Mauthausen, où il mourut ;
- Dov Berger (Harari)
- Sara Braverman
- Ephra Dafni
- Reuven Dafni
- Tsadok Doron
- Peretz Goldstein, parachuté en Yougoslavie, fut capturé et déporté à Oranienburg, où il mourut ;
- Haim Hermesh, qui a survécu ;
- Baruch Kamin
- Uriel Kanar (ou Kaner) ;
- Arieh Lupesko, capturé en Roumanie, fut relâché et rentra en Palestine ;
- Yoel Palgi, infiltré en Hongrie, s'échappa et rentra en Palestine ;
- Haviva Reik
- Rafi Reiss, capturé et exécuté en Slovaquie ;
- Enzo Sereni
- Hannah Szenes, capturée, torturée et exécutée en Hongrie ;
- Eli Zohar.
- etc. (à compléter)